# Pfarrkirche Erdberg (Poysdorf)

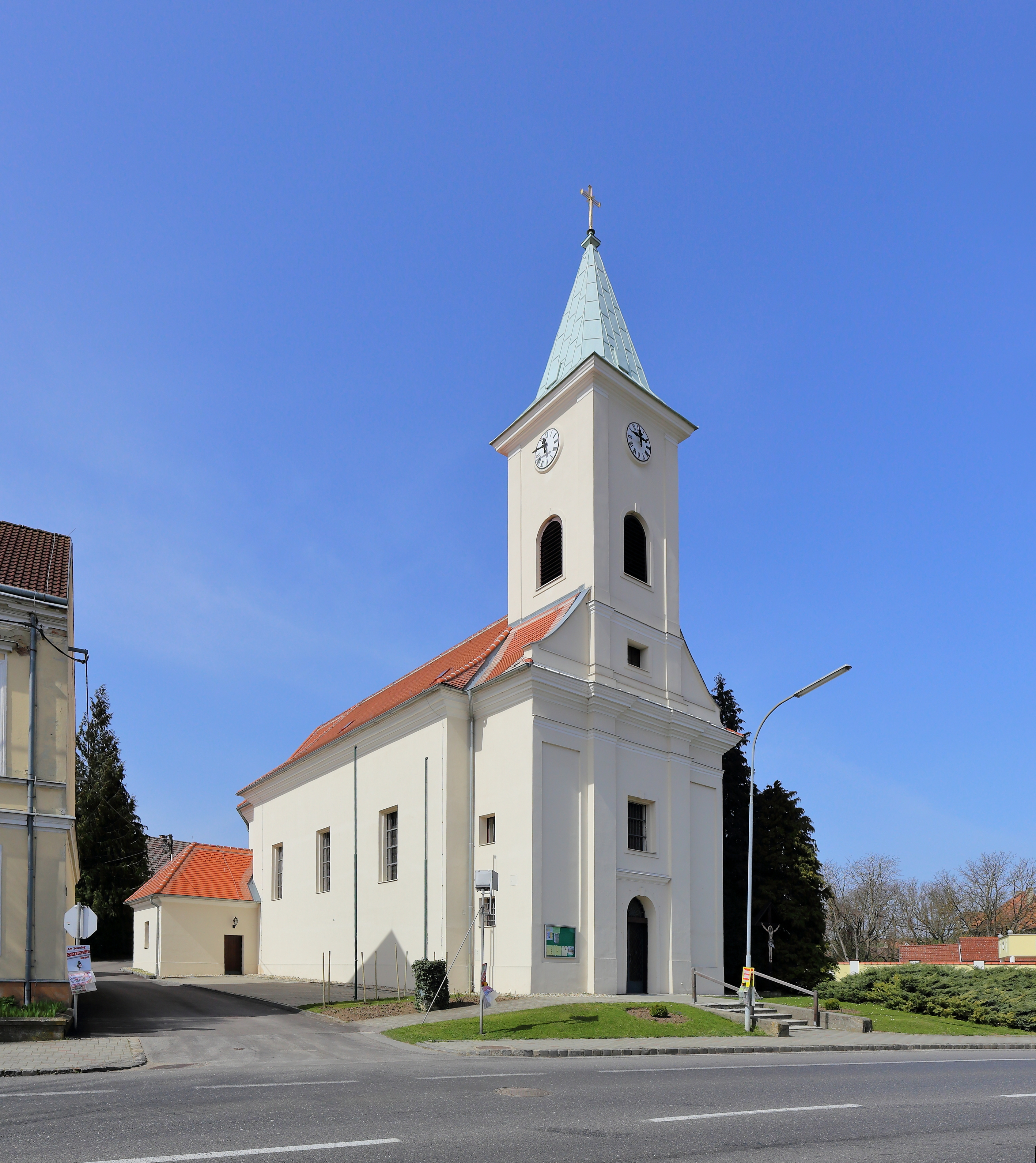
Pfarrkirche Erdberg

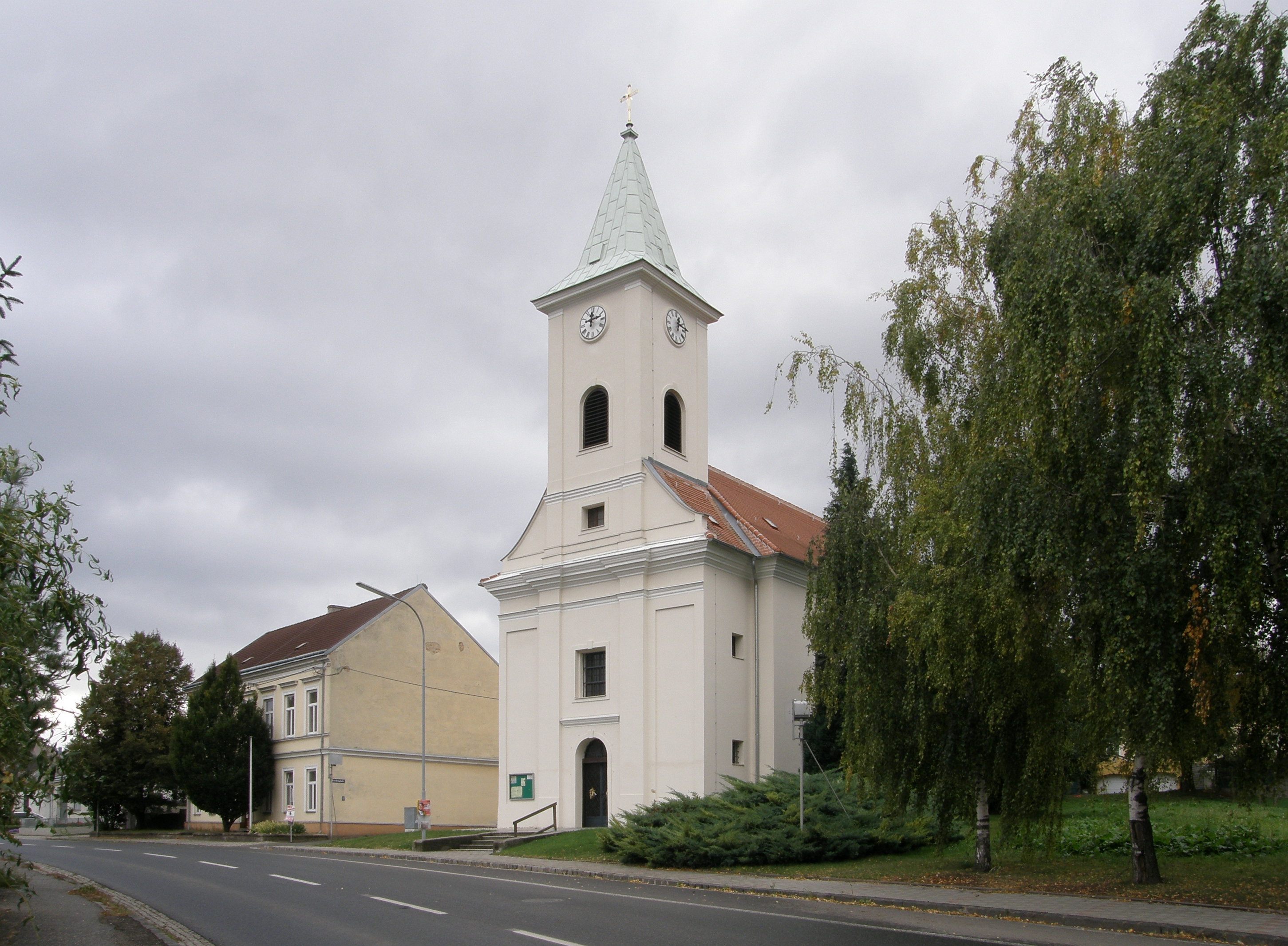
Nordostansicht der Pfarrkirche

Die Pfarrkirche hll. Petrus und Paulus ist eine römisch-katholische Pfarrkirche am südlichen Ortsausgang des an der Brünner Straße liegenden Dorfes Erdberg in der niederösterreichischen Gemeinde Poysdorf. Sie ist den Heiligen Petrus und Paulus geweiht und gehört zum Dekanat Poysdorf. Die Kirche und der dazugehörige Pfarrhof stehen unter Denkmalschutz (Listeneintrag).

## Geschichte
Erdberg gehörte vor 1333 zum Vikariat Großkrut. 1716 wurde es zur Pfarre erhoben. Da der Vorgängerbau auf morastigem Grund stand und schwer baufällig war, wurde 1787–1788 auf Anordnung Kaiser Josefs II. auf einem höher gelegenen, trockenen Platz die heutige Kirche gebaut. In der Ortsmitte von Erdberg steht ein Pfeilerbildstock mit volkstümlich barocken Statuen der Heiligen Dreifaltigkeit sowie der Heiligen Rochus und Florian aus der alten Kirche.

## Äußeres
Die frühklassizistische Saalkirche mit Fassadenturm verfügt über einen eingezogenen, dreiseitig geschlossenen Chor im Westen sowie ein eingezogenes Vorjoch mit Giebelfassade und einen leicht vorgezogenen, durch Pilaster gegliederten Turm mit rundbogigen Schallfenstern und Zeltdach im Osten. Südlich des Chors liegt eine eingeschoßige Sakristei.

## Inneres

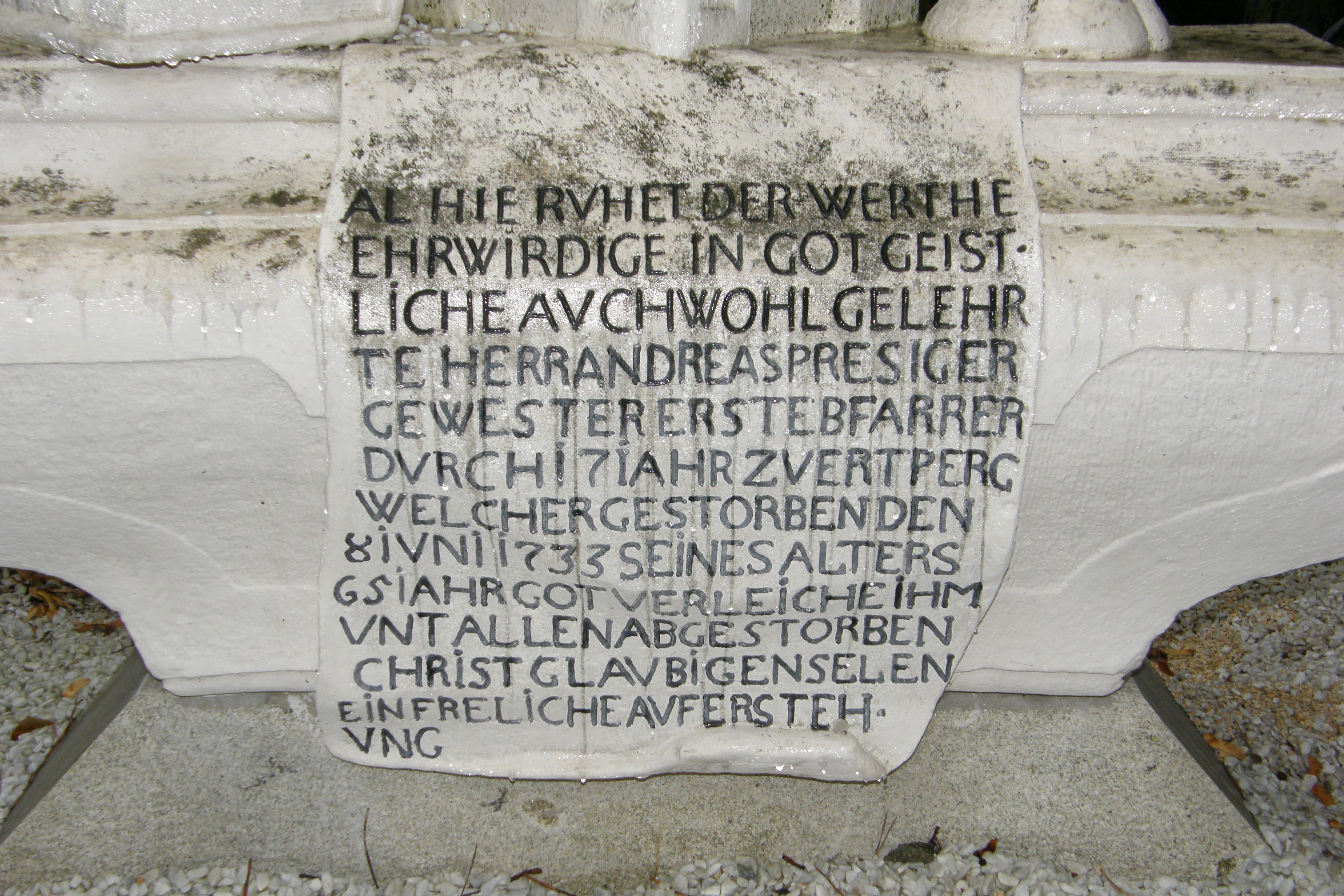
Inschrift am Grabdenkmal Presigers

Das dreijochige Langhaus ist durch Platzlgewölbe über Gurtbögen auf Pilastern vor Wandvorlagen gedeckt. Darin erheben sich eine dreiachsige Orgelempore mit vorschwingender Brüstung auf Pfeilern über Platzlgewölben und ein eingezogener, rundbogiger Triumphbogen. Der einjochige Chor hat ein Platzlgewölbe über Gurtbögen und Pilastern und im Polygon Stichkappen. Das Erdgeschoß des Turms und die Sakristei sind ebenfalls platzlgewölbt. Die Fresken in den Gewölbezwickeln stellen die Zwölf Apostel dar und wurden von Arthur Brusenbauch wahrscheinlich um 1933 geschaffen.
Der spätbarocke Hochaltar, mit pilastergegliedertem Retabel auf hohem Sockel mit Volutenauszug und stark bewegten Engelsfiguren in der Gebälkzone, wurde im dritten Viertel des 18. Jahrhunderts angefertigt und hat Konsolstatuen der Heiligen Dorothea (?) und Johannes Nepomuk. Das Altarbild der Heiligen Petrus und Paulus stammt vermutlich vom Anfang des 20. Jahrhunderts. Die frühbarocke Madonna auf dem Seitenaltar wurde wahrscheinlich im 17. Jahrhundert geschaffen und später überarbeitet. Aus dem 19. Jahrhundert stammt die neugotische Hochkanzel. Im Chor befinden sich barocke Konsolstatuen von Ritterheiligen sowie eine Nachbildung der Mariazeller Madonna in einem barocken Schrein. Zur weiteren Ausstattung zählen zwei spätbarocke ovale Bilder der Heiligen Judas Thaddäus und Johannes Nepomuk aus dem zweiten Viertel des 18. Jahrhunderts, ein mit 1861 bezeichnetes Votivbild der Madonna sowie eine Orgel aus der Zeit um 1870, die wahrscheinlich von Franz Reusch gebaut wurde.

## Pfarrhof

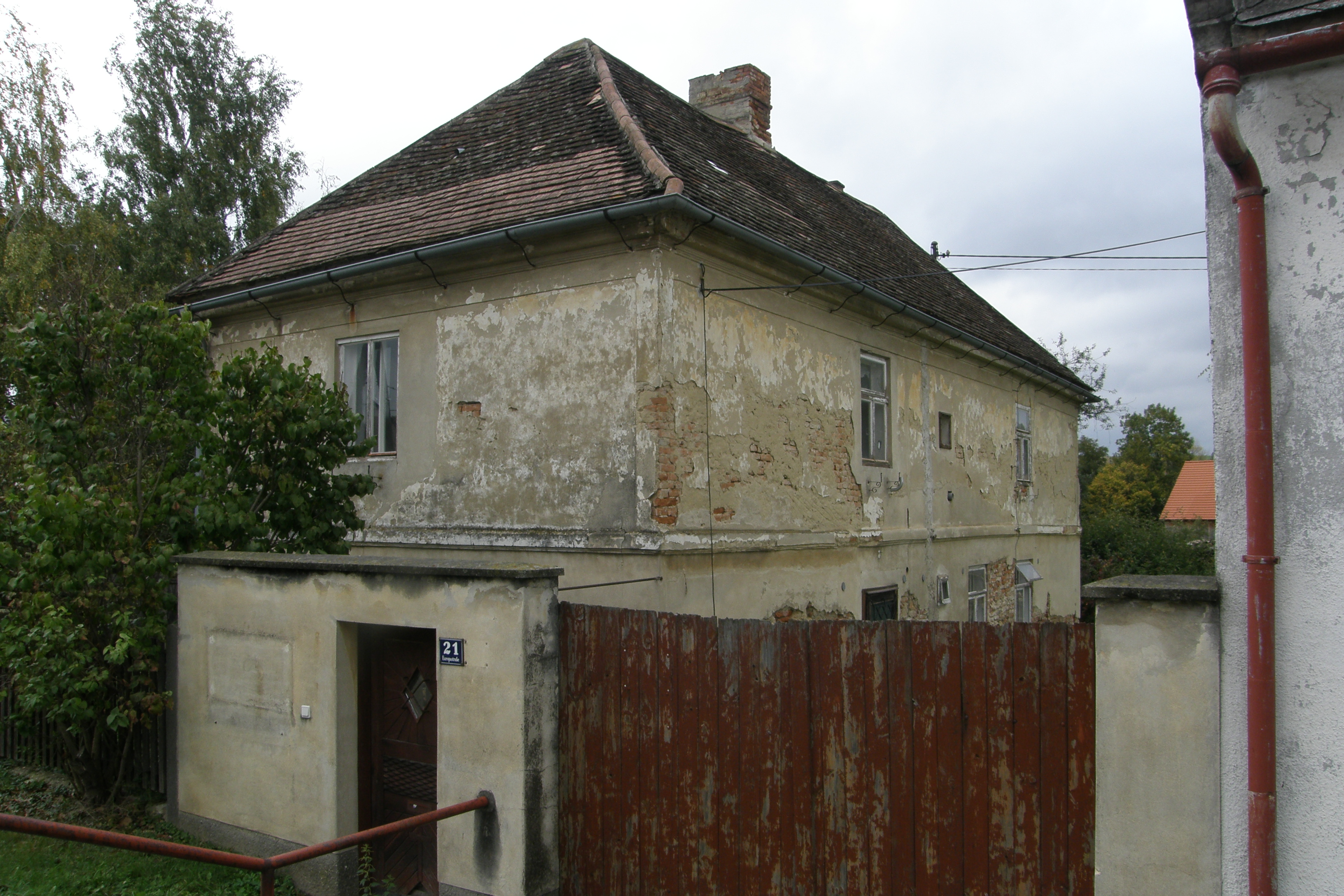
Pfarrhof

Der zur Kirche gehörende Pfarrhof – ein zweigeschoßiger Bau mit Walmdach und schlichter Fassade mit Gesimsband und Ecklisenen – wurde im 18. Jahrhundert errichtet. An dessen Südseite wurde ein Speicher angebaut. Nordöstlich des Pfarrhofs, auf der gegenüberliegenden Straßenseite, befindet sich ein Grabdenkmal zu Ehren des am 8. Juni 1733 gestorbenen Pfarrers Andreas Presiger.